# Makaronezja
     Azory
     Madera
     Wyspy Selvagens
     Wyspy Kanaryjskie
     Wyspy Zielonego Przylądka

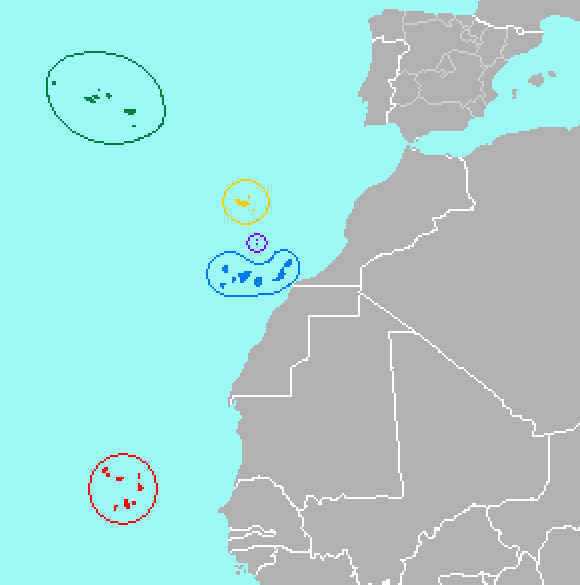
Azory
Madera
Wyspy Selvagens
Wyspy Kanaryjskie
Wyspy Zielonego Przylądka

Makaronezja (z gr. Μακάροι Νήσοι, Makároi Nēsoi, Wyspy Szczęśliwe, lub Μακάρων Νήσοι, Makárōn Nēsoi, Wyspy Szczęśliwych) – zbiorcze określenie kilkudziesięciu wulkanicznych wysp, w tym czterech dużych archipelagów, położonych na północno-wschodnim Atlantyku przy wybrzeżach Europy i Afryki. 
W skład Makaronezji wchodzą:
- Wyspy Kanaryjskie (pow. 7493 km²; 2,12 mln mieszkańców) – należą do Hiszpanii.
- Wyspy Zielonego Przylądka (pow. 4033 km²; 517 tys. mieszkańców) – niepodległe, była kolonia portugalska.
- Azory (pow. 2346 km²; 245 tys. mieszkańców) – autonomiczny region Portugalii.
- Archipelag Madera (pow. 801 km²; 268 tys. mieszkańców) – należy do Portugalii, administracyjnie stanowi Region Autonomiczny Madery.
- Wyspy Selvagens (pow. 2,73 km²; niezamieszkane), leżące pomiędzy Wyspami Kanaryjskimi i Maderą – należą do Portugalii, wchodzą w skład Regionu Autonomicznego Madery.

Jej łączna powierzchnia wynosi 14 676 km², zamieszkuje ją 3,15 mln osób. 
Region ten wydzielono ze względów geofizycznych i botanicznych, nazwa Makaronezja znajduje także zastosowanie w terminologii programów polityki regionalnej Unii Europejskiej na określenie obszaru objętego programem wsparcia Interreg III-B.
Niekiedy pojęciem biogeograficznym Makaronezji obejmuje się także fragmenty wybrzeży Afryki – w Mauretanii (lub od Sahary Zachodniej po rzekę Gambia; niekiedy dodając nawet południowo-zachodnie wybrzeże Portugalii).